# Parque natural de Korab-Koritnik
 El parque natural de Korab-Koritnik (en albanés: Parku Natyror i Korab-Koritnikut) es un parque natural en el este de Albania y forma una sección del Cinturón Verde Europeo, que sirve como un refugio para especies de animales y plantas en peligro de extinción. Abarca 55.550 ha de terreno montañoso alpino, con valles, ríos, lagos glaciares, cuevas, cañones, densos bosques de coníferas y bosques de hoja caduca. La Unión Internacional para la Conservación de la Naturaleza (UICN) ha incluido el parque como Categoría IV. Tanto, Koritnik como Korab han sido reconocidos como un área importante para las plantas de importancia internacional por Plantlife.
El parque natural Korab-Koritnik comienza en la frontera con Kosovo en el norte a lo largo de la frontera con el norte de Macedonia hasta las montañas Desha en el sur. El parque natural lleva el nombre de las montañas Korab y la montaña Koritnik. El Korab es la cumbre más alta de Albania y Macedonia del Norte, con una elevación de 2.764. También es una de las dos cumbres más altas de Europa, que es el punto más alto de más de un país y también es la decimoctava cumbre de montaña más elevada de Europa. La cumbre es un macizo montañoso muy resistente y se compone principalmente de esquisto y piedra caliza del período Paleozoico con estructuras de bloques y también rocas de yeso severamente dañadas del permo Triásico. En el lado oeste, la montaña cae abruptamente con paredes de roca, mientras que el lado norte está formado por rocas escarpadas.
El parque natural tiene un clima continental húmedo moderado con inviernos fríos y húmedos y veranos secos y calurosos. Debido a una gran variabilidad en la elevación, se puede encontrar una rica diversidad de climas, flora y fauna dentro del territorio. Se encuentra dentro de las ecorregiones terrestres de los bosques mixtos de las montañas Dinaricas y de los bosques mixtos de los Balcanes de los bosques de hoja ancha y mixta del Paleártico. Los bosques están compuestos por diversas especies de árboles de hoja caduca y coníferas y una gran variedad de flores silvestres. Los niveles de vegetación se distinguen en base a diferentes altitudes, bosques de encinas desde 400 m, coníferas y bosques de hayas con bosques mixtos de hoja ancha desde los 1.000 m sobre el nivel del mar. Las laderas de los prados de montaña están cubiertas en su mayoría por bosques caducifolios. Los tipos de árboles más comunes en el parque son el abeto plateado, el pino austriaco, el pino bosnio, el pino macedonio y el aliso negro. Los bosques de robles se pueden encontrar en las altitudes más bajas, incluyendo el carpe oriental, el roble blando, el roble macedonio y el arce de campo. 
La fauna está representada por 37 especies de mamíferos. En la zona se pueden encontrar grandes mamíferos como el oso pardo, el lobo gris, el lince balcánico, el corzo, el jabalí, la comadreja, la marta y la ardilla roja. También contiene una variedad de hábitats adecuados que albergan densas poblaciones de aves como el águila real, el urogallo occidental, el halcón peregrino, el halcón común, el accipiter, el búho real, el buitre leonado, el grévol común y muchos otros.
|  |  |  |